# Лебедино (Амурская область)
Лебедино — ныне несуществующее село в Мазановском районе Амурской области, на правом берегу реки Селемджи. Основано в 1907 году переселенцами из Лебединского уезда Харьковской губернии Российской империи. Первоначально называлось Переваловским.

## География
Располагалось на берегу реки Селемджи, примерно напротив села Богословка.

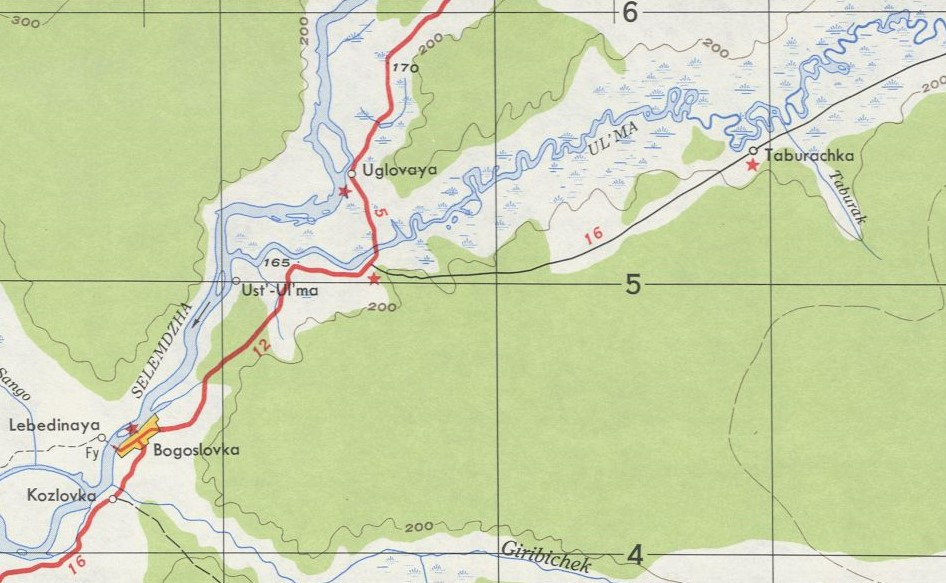
На карте ошибочно названо «Lebedinaya»